# Politique au Groenland

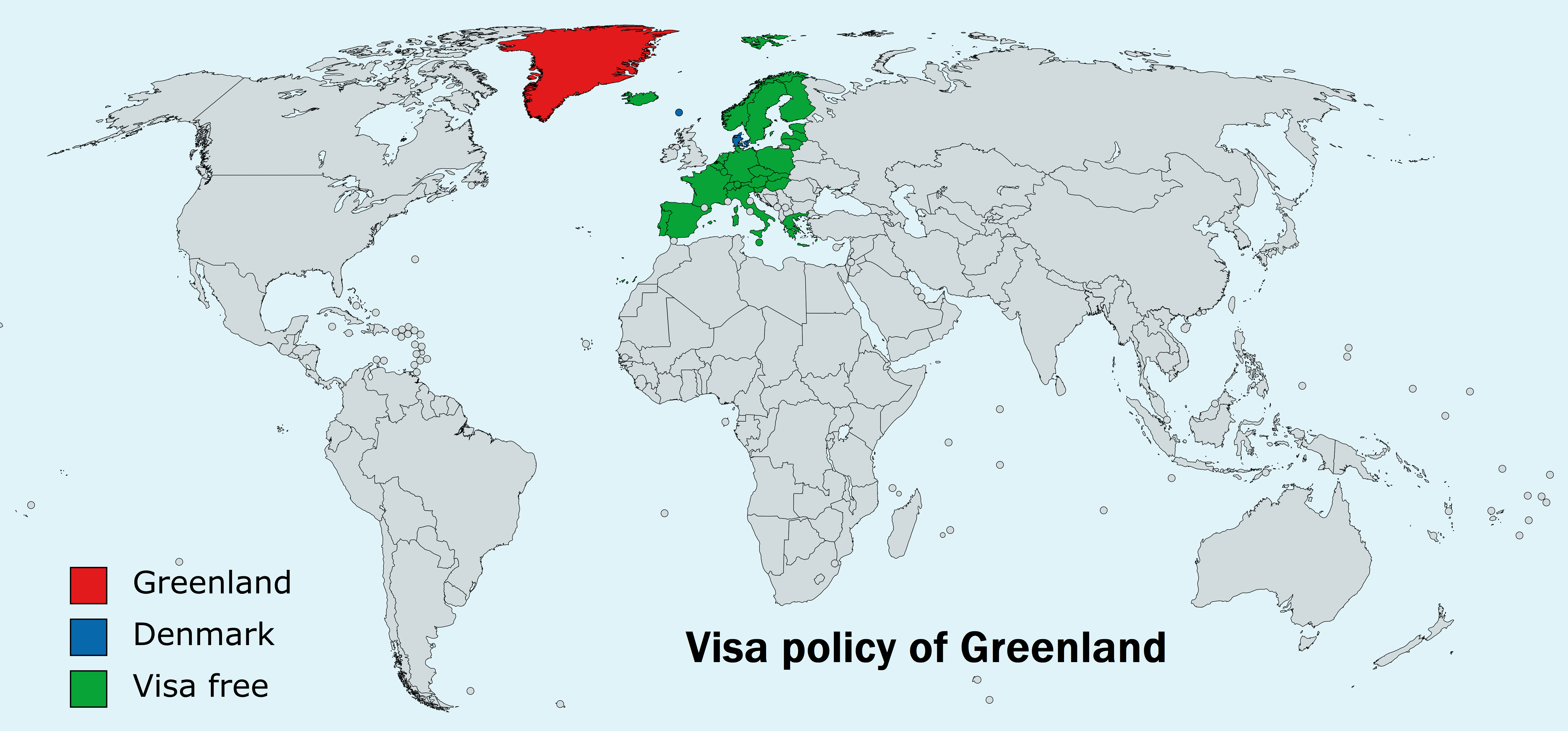
Politique de Visa au Groenland.

La politique au Groenland s'inscrit dans le cadre d'un territoire à dépendance spéciale du Danemark dont le système repose sur une démocratie représentative parlementaire. Les différents courants politiques sont garantis par un système de multipartisme. Le gouvernement, qui exerce un pouvoir exécutif en autogouvernance, est dirigé par un Premier ministre.

## Pouvoir exécutif
Le Groenland a à sa tête Frédéric X, roi de Danemark. Son pouvoir est représenté sur place par un haut-commissaire qu'il a nommé. Le Premier ministre, élu par le Parlement, dirige le Naalakkersuisut, nom du gouvernement.

## Pouvoir législatif
Le Parlement du Groenland comptant 31 membres élus sur la base de la représentation proportionnelle pour un mandat de quatre ans détient le pouvoir de légiférer sur le territoire.